# آلسیو رومانیولی
آلسیو رومانیولی (به انگلیسی: Alessio Romagnoli؛ زاده ۱۲ ژانویهٔ ۱۹۹۵) بازیکن فوتبال اهل ایتالیا است که برای باشگاه لاتزیو بازی می‌کند. او پیش از این برای باشگاه‌های آ. اس رم، سمپدوریا و میلان بازی کرده‌است.
وی در ۲۳ سالگی بازوبند کاپیتانی باشگاه فوتبال آ.ث. میلان را به بازو بست.
رومانیولی محصول آکادمی جوانان رم است. او از ۱۷ سالگی در ترکیب فیکس تیم اصلی قرار گرفت. او در ۳۱ مه ۲۰۱۴ قراردادی چهار ساله با رم امضا کرد. وی در سپتامبر ۲۰۱۴ به سمپدوریا قرض داده شد و در ژوئن ۲۰۱۵ باشگاه رم بند بازخرید او را فعال کرد و به باشگاه بازگرداند.
او در ژوئیه ۲۰۲۲ پس از هفت فصل موفق در باشگاه آ.ث. میلان با قراردادی پنج ساله به لاتزیو پیوست.

## آمار حرفه‌ای

### باشگاهی
تا تاریخ ۱ اکتبر ۲۰۱۷
| باشگاه          | فصل        | لیگ        | لیگ  | لیگ | جام حذفی | جام حذفی | اروپا | اروپا | دیگر | دیگر | مجموع | مجموع |
| باشگاه          | فصل        | دسته       | بازی | گل  | بازی     | گل       | بازی  | گل    | بازی | گل   | بازی  | گل    |
| --------------- | ---------- | ---------- | ---- | --- | -------- | -------- | ----- | ----- | ---- | ---- | ----- | ----- |
| رم              | ۱۳–۲۰۱۲    | سری آ      | ۲    | ۱   | ۱        | ۰        | —     | —     | —    | —    | ۳     | ۱     |
| رم              | ۱۴–۲۰۱۳    | سری آ      | ۱۱   | ۰   | ۰        | ۰        | —     | —     | —    | —    | ۱۱    | ۰     |
| رم              | مجموع      | مجموع      | ۱۳   | ۱   | ۱        | ۰        | —     | —     | —    | —    | ۱۴    | ۱     |
| سمپدوریا (قرضی) | ۱۵–۲۰۱۴    | سری آ      | ۳۰   | ۲   | ۱        | ۰        | —     | —     | —    | —    | ۳۱    | ۲     |
| سمپدوریا (قرضی) | مجموع      | مجموع      | ۳۰   | ۲   | ۱        | ۰        | —     | —     | —    | —    | ۳۱    | ۲     |
| میلان           | ۱۶–۲۰۱۵    | سری آ      | ۳۴   | ۰   | ۶        | ۲        | —     | —     | —    | —    | ۴۰    | ۲     |
| میلان           | ۱۷–۲۰۱۶    | سری آ      | ۲۷   | ۱   | ۱        | ۰        | —     | —     | ۱    | ۰    | ۲۹    | ۱     |
| میلان           | ۱۸–۲۰۱۷    | سری آ      | ۴    | ۰   | ۰        | ۰        | ۳     | ۰     | —    | —    | ۷     | ۰     |
| مجموع           | مجموع      | مجموع      | ۶۵   | ۱   | ۷        | ۲        | ۳     | ۰     | ۱    | ۰    | ۷۶    | ۳     |
| مجموع آمار      | مجموع آمار | مجموع آمار | ۱۰۸  | ۴   | ۹        | ۲        | ۳     | ۰     | ۱    | ۰    | ۱۲۱   | ۶     |

1. ↑  حضور در سوپرجام فوتبال ایتالیا
2. ↑  حضور در لیگ اروپا

### ملی
تا تاریخ ۲۸ مارس ۲۰۱۷
| تیم ملی ایتالیا | تیم ملی ایتالیا | تیم ملی ایتالیا |
| سال             | بازی            | گل              |
| --------------- | --------------- | --------------- |
| ۲۰۱۶            | ۴               | ۰               |
| ۲۰۱۷            | ۱               | ۰               |
| مجموع           | ۵               | ۰               |

## افتخارات

### باشگاهی
میلان
- سوپرجام فوتبال ایتالیا: ۲۰۱۶
- اسکودتو: فصل ۲۰۲۱–۲۰۲۲